# I-Feel-Like-I’m-Fixin’-to-Die Rag
I-Feel-Like-I’m-Fixin’-to-Die Rag (dt. ‚Mir-kommt’s-vor-als-würd’-ich-bald-sterben-Rag‘) ist ein gegen den Vietnamkrieg gerichtetes Protestlied von Country Joe and the Fish, einer 1960er-Jahre-Folkrockband aus San Francisco.

## Entstehung und Aufnahme

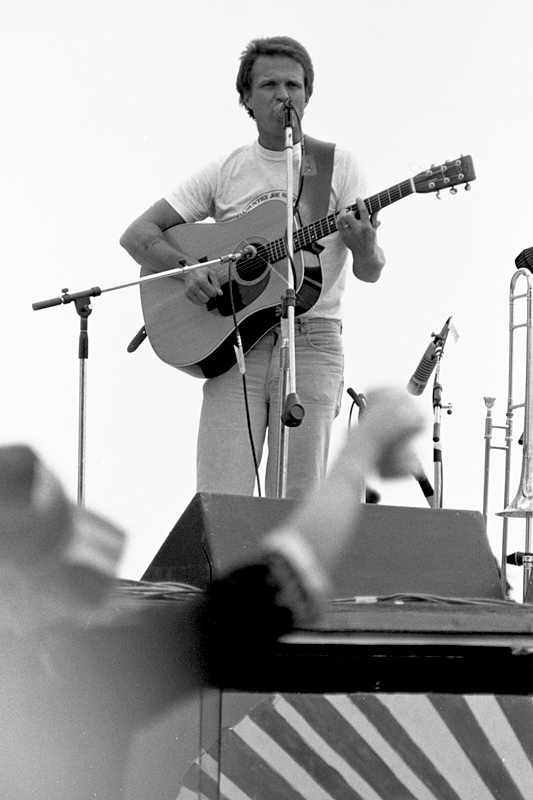
Country Joe, Woodstock Reunion, 7. September 1979

Geschrieben wurde der Song von Sänger Country Joe McDonald im Jahre 1965 angeblich innerhalb von 30 Minuten. Noch im selben Jahr wurde er auf der ersten EP der Band Rag Baby Talking Issue No. 1 veröffentlicht. Er sollte in einer Neuaufnahme auch auf dem ersten Album der Gruppe erscheinen, aber die Plattenfirma sperrte sich dagegen. Der Song fand seinen Weg auf das zweite Album, welches sogar I-Feel-Like-I’m-Fixin’-to-Die betitelt war. Eine Live-Performance des Songs von Country Joe McDonald solo (ohne die Band) ist in dem Dokumentarfilm über das Woodstock-Festival, Woodstock – 3 Days of Peace & Music zu sehen; die entsprechende Aufnahme befindet sich auf dem Soundtrack.

## Musik und Text
Die Melodie ähnelt dem vom New-Orleans-Jazz-Posaunisten Kid Ory geschriebenen Muskrat Ramble. Die Gitarrenbegleitung verwendet die Akkorde von G-Dur (allerdings zuzüglich der Doppeldominante A-Dur bzw. der Dreifachdominante E-Dur). Das Stück wurde aber meist mit Kapodaster im 3. bzw. 2. Bund gespielt, so dass B-Dur (wie in der Studioversion) bzw. A-Dur (in der Live-Version) erklingt. Die Studio-Version hat ein Tempo von 112 Bpm, die Live-Version von Woodstock ist etwas langsamer (106 Bpm).
Der Song beginnt mit dem sogenannten „Fish Cheer“, in dem die Band in der Art der bei Football-Spielen beteiligten Cheerleader das Wort „Fish“ buchstabiert. Später wurde bei einem Konzert der „Fish-Cheer“ zum „Fuck-Cheer“ abgewandelt und, angesichts der positiven Publikumsreaktion, fortan in dieser Variante präsentiert.
In textlicher Hinsicht handelt es sich um die ironisch gemeinte Aufforderung an die Männer des Landes, im Vietnamkrieg zu kämpfen. Für die Generäle sei nun endlich die Chance gekommen, Krieg zu führen, und die Geschäftsleute in der Wall Street könnten ein gutes Geschäft machen. Country Joes Sarkasmus gipfelt darin, dass er die amerikanischen Eltern ermuntert, ihre Söhne möglichst schnell in den Krieg zu schicken, um sich die Chance zu bewahren, die ersten im Wohnblock zu sein, deren Sohn „im Kasten“ (d. h. im Sarg) heimkehrt.

## Der Auftritt in Woodstock
Country Joes berühmter Auftritt bei Woodstock war ungeplant. Um eine Umbaupause zu überbrücken, wurde er dazu überredet, die Bühne zu betreten. Ausgerüstet war er mit einer Yamaha-FG-150-Akustikgitarre, die im Backstagebereich herumgelegen hatte und um die man als provisorischen Tragegurt ein Seil gebunden hatte. Zunächst war Country Joe angesichts der riesigen Zuschauermenge überwältigt vom Lampenfieber. Dann bemerkte er, dass die meisten sich miteinander unterhielten und kaum jemand zuhörte. Er begann dann den „Fuck-Cheer“ mit dem Resultat, dass die Menge ihm sofort ihre ungeteilte Aufmerksamkeit schenkte.
Obwohl der Song niemals ein Hit war, muss er doch in der Szene bereits sehr populär gewesen sein, denn man hört auf der Aufnahme eine große Anzahl von Leuten mitsingen, die den Text offenbar genau kannten. Country Joe feuert in der Mitte des Songs die Menge noch zusätzlich an:
“Listen people, I don’t know how you expect to ever stop the war if you can’t sing any better than that, there’s about three hundred thousand of you fuckers out there, I want you to start singing, come on.”
„Hört zu, Leute, ich weiß nicht, wie ihr glauben könnt, dass wir jemals den Krieg beenden, wenn ihr nicht besser singen könnt, es sind ungefähr 300.000 von euch Arschlöchern da draußen, ich will, dass ihr anfangt zu singen, los!“
Die Menge quittiert die Beschimpfungen mit Beifall.

## Der Rechtsstreit
2001 wurde von der Erbin Kid Orys ein Rechtsstreit gegen Country Joe McDonald angestrengt, mit dem Vorwurf, beim „I-Feel-Like-I’m-Fixin’-To-Die Rag“ handele es sich um ein Plagiat des von Ory im Jahre 1926 geschriebenen Rags „Muskrat Ramble“. Der Prozess wurde 2005 zu McDonalds Gunsten entschieden.